# قانون المساواة (الولايات المتحدة)
قانون المساواة هو مشروع قانون في كونغرس الولايات المتحدة، من شأنه، في حالة إقراره، أن يعدل قانون الحقوق المدنية لعام 1964 (بما في ذلك العناوين الثاني والثالث والرابع والسادس والسابع والتاسع) لحظر التمييز على أساس الجنس والميل الجنسي والهوية الجندرية في التوظيف والسكن والإقامة العامة والتعليم والبرامج الممولة فيدراليًا والائتمان وخدمة المحلفين. حكم المحكمة العليا في يونيو 2020 في بوستوك ضد مقاطعة كلايتون، جورجيا يحمي المثليين والمتحولين جنسياً في مسائل التوظيف، ولكن ليس في جوانب أخرى. كما غطى حكم بوستوك قضيتي ألتيتود إكسبرس ودور هاريس للجنائز.
ومن شأن مشروع القانون أيضا أن يوسع نطاق الحماية القائمة للحقوق المدنية للأشخاص الملونين، عن طريق حظر التمييز في المزيد من أماكن الإقامة العامة، مثل المعارض والسلع والخدمات، والنقل".
"مثل قرار بوستوك ضد مقاطعة كلايتون، يعرّف قانون المساواة على نطاق واسع التمييز على أساس الجنس ليشمل التوجه الجنسي والهوية الجندرية، مضيفا ""الحمل أو الولادة أو حالة طبية ذات صلة للفرد، وكذلك بسبب القوالب النمطية القائمة على الجنس". كما يحدد مشروع القانون هذا ليشمل مجتمع ثنائيي الجنس. والغرض المقصود من هذا القانون هو حماية الأفراد قانوناً من التمييز القائم على هذا الأساس".
في حين تم اقتراح العديد من مشاريع القوانين المماثلة منذ سبعينيات القرن العشرين، فإن النسخة الحديثة من تم اقتراح قانون المساواة لأول مرة في الكونغرس الأمريكي رقم 114. خلال الكونغرس الـ 116، أقر مجلس النواب الأمريكي في 17 مايو 2019 في تصويت 236–173 من الحزبين. ومع ذلك، لم يتصرف مجلس الشيوخ الأمريكي على مشروع القانون بعد استلامه؛ حتى لو كان لديهم، فقد أشار الرئيس آنذاك دونالد ترامب إلى أنه كان سيستخدم حق النقض (الفيتو). في 18 فبراير 2021، أعيد تقديم القانون في الكونغرس الـ117. مرر مجلس النواب القانون بتصويت 224 صوتا لصالحه مقابل 206 صوتا ضده في 25 فبراير 2021، بدعم من ثلاثة جمهوريين. ثم انتقل مشروع القانون إلى مجلس الشيوخ للنظر فيه.

## الغرض والمحتوى
واعتبارًا من عام 2020، لم تقم 29 ولاية بحظر التمييز ضد المثليين، مع منح أعضاء مجتمع المثليين القليل من الحماية على المستوى الوطني وأفاد ثلثي الأمريكيين من مجتمع المثليين في الولايات المتحدة مواجهة أو التعرض للتمييز في حياتهم الشخصية. ويسعى قانون المساواة إلى الحماية القانونية للأفراد من هذا التمييز، مع تطبيق قوانين الولايات القائمة لمكافحة التمييز ضد المثليين على الصعيد الوطني.
يسعى قانون المساواة إلى دمج الحماية من التمييز ضد المثليين في قانون الحقوق المدنية لعام 1964 الاتحادي. على وجه التحديد، يحظر التمييز على أساس الجنس، والتوجه الجنسي، والهوية الجندرية، ووضع ثنائي الجنس في مجموعة واسعة من المجالات بما في ذلك أماكن الإقامة والمرافق العامة، والتعليم، والبرامج الممولة فيدراليا، والتوظيف، والسكن، والائتمان، وخدمة المحلفين".
كما يسعى إلى توسيع نطاق حماية الحقوق المدنية القائمة للأشخاص الملونين والنساء وغيرهم من مجموعات الأقليات عن طريق تحديث تعريف أماكن الإقامة العامة لتضمين الأماكن أو المؤسسات التي تنص على ما يلي:
- «معرض أو ترفيه أو استجمام أو تمرين أو تسلية أو تجمع عام أو شاشة عرض عامة»
- «بضائع أو خدمات أو برامج»
- خدمات النقل